# The Smoakstack Sessions
The Smoakstack Sessions – pierwszy minialbum amerykańskiej piosenkarki Kelly Clarkson. Został wydany przez wytwórnię płytową RCA w dniu 24 października 2011 roku. Na EP znajdują się cztery piosenki pochodzące z sesji albumu Stronger w innych aranżacjach oraz piosenka „If I Can't Have You” pochodząca z krążka All I Ever Wanted, a także cover Bonnie Raitt zatytułowany „I Can't Make You Love Me”.

## Lista utworów
1. „Hello” – 3:06
2. „The War Is Over” – 3:58
3. „You Love Me” – 4:05
4. „The Sun Will Rise” – 3:20
5. „If I Can't Have You” – 3:40
6. „I Can't Make You Love Me” – 3:57